# Daria Paus
Daria Maria Paus, född 1986, är en svensk krimförfattere och illustratör. Hon skriver att hennes karaktärer fokuserar på det trasiga, de utstötta och det missförstådda. Hon växte upp och bor på Näsbyholms säteri i Södermanland, och tillhör släkten Paus. Hennes farmor var grevinnan Tanja Tolstoy-Paus, Leo Tolstojs sista överlevande barnbarn. 